# Tipula trifascingulata
Tipula trifascingulata är en tvåvingeart som beskrevs av Theowald 1980. Tipula trifascingulata ingår i släktet Tipula och familjen storharkrankar. Inga underarter finns listade i Catalogue of Life.